# Исраэлс, Йосеф
Йо́сеф И́сраэлс, Йо́зеф И́зраэлс, Ио́сиф И́зраэльс (нидерл. Jozef Israëls; 27 января 1824, Гронинген — 12 августа 1911, Гаага) — нидерландский живописец, жанрист, глава реалистической гаагской школы.

## Биография
Родом из еврейской семьи, был воспитан в строгих религиозных традициях и готовился стать раввином. С раннего детства он обнаруживал большое художественное и музыкальное дарование. Работая у отца в меняльной лавке, Йосеф Исраэлс в свободное время копировал гравюры и писал красками под руководством Ван-Бюиса и Ван-Вихерена. Его первые опыты в живописи, «Еврей» и «Продавец глиняных трубок», обратили на себя внимание некоего Витте, который убедил отца И. отправить сына учиться живописи в Амстердам.
Учился у Я. А. Круземана в Амстердаме, затем у Ф.-Э. Пико в Париже; первоначально посвятил себя исторической живописи, но впоследствии перешёл к бытовой живописи, изображая преимущественно семейную жизнь голландцев и быт их моряков.
Наиболее интересны его работы: «Выздоравливающая мать», «Бедные деревни», «Больная», «Один на свете».
Сын Йосефа, Исаак — также стал жанровым живописцем.